# Confederazione Granadina
La Confederazione Granadina (in spagnolo: Confederación Granadina) fu il nome adottato da una repubblica federale corrispondente ai territori delle attuali Colombia e Panama.

## Storia
Successe nel 1858 alla Repubblica di Nuova Granada e fu sostituita nel 1863 dagli Stati Uniti di Colombia in seguito a una modifica della costituzione. Era inizialmente composta da otto Stati, che nel 1861 divennero nove.
Gli otto stati federali furono:
- Panama: Panama e Azuero, Veraguas, Chiriquì e Darien
- Bolivar: Cartagena, Sabanilla, Mompos
- Magdalena: Santa Martha e Goajira, Rio de Hacha, Valle d'Upar, parte dell'Ocaña
- Santander: Pamplona, Socorro, parte del Velez e dell'Ocaña
- Antioquia: Antioquia, parte della provincia di Mariquita
- Boyacà: Tunja, Tundama, Casanare, parte del Velez
- Cundinamarca: Bogotà e la maggior parte del Mariquita e Neiva
- Cauca: Chocò, Buenaventura, Cauca, Popayan, Pasto, parte del Neiva, territorio del Caquetà.

## Presidenti della federazione
Quattro furono i presidenti della Confederazione:
| Foto | Presidente               | Periodo                          | Partito      | Commenti                                                      |
| ---- | ------------------------ | -------------------------------- | ------------ | ------------------------------------------------------------- |
|      | Mariano Ospina Rodríguez | 22 maggio 1858 - 1 aprile 1861   | Conservatore | Fondatore del Partito Conservatore Colombiano                 |
|      | Bartolomé Calvo          | 1 aprile 1861 - 10 giugno 1861   | Conservatore | Procuratore generale, designato in assenza del Vicepresidente |
|      | Julio Arboleda Pombo     | 10 giugno 1861 - 18 luglio 1861  | Conservatore | Procuratore generale                                          |
|      | Tomás Cipriano Mosquera  | 18 luglio 1861 - 4 febbraio 1863 | Liberale     | Matematico, geografo e storico                                |